# 三笠のキングと、あと数人
『三笠のキングと、あと数人』（みかさのキングと、あとすうにん）は、2025年に放映された日本のテレビドラマ。北海道三笠市を舞台として、三笠市発祥とされる北海盆唄や恋物語をもとに、現代社会で生きづらさを抱えた地元出身の若者たちが、地域の新たなあり方を考え、三笠と共に成長してゆく姿を描く、ハートフルコメディである。北海道放送（HBC）が2012年の『スープカレー』以来、13年ぶりに自社で製作したテレビドラマでもある。HBCで2025年4月25日から5月30日まで放映された。全6話。通称は「ミカキン」。主演は高杉真宙と柄本時生（ダブル主演）。6月1日から15日までBS-TBSにて全国放映もされた。

## あらすじ
田中健太は、アイドルを目指して上京するものの、東京でのアイドル活動に挫折し、志半ばで郷里の三笠に帰郷する。郷里では健太の先輩が、「三笠のキング」として市長を目指すと言い出し、健太に自分の「家臣」になるよう命じる。健太はこれまで先輩に巻き込まれてひどい目に遭ってばかりだったため、今回も拒むものの、先輩は引き下がらない。先輩の無謀とも思える行動は健太を巻き込み、自信喪失気味だった健太は先輩に振り回されつつ、再び夢を追いかけ始める。2人はやがて、町の未来を変えるために動き出してゆく。

## キャスト

### 三笠高校卒業生
田中 健太〈24〉
演 - 高杉真宙
主人公。先輩とは幼馴染み同士。優柔不断でデリケートな性格。
先輩〈26〉
演 - 柄本時生
もう1人の主人公。常に自信に満ちた性格で、無謀な行動をとることもある。
高梨 由紀子
演 - 森田想
高校生レストランの製菓教師。先輩の同級生であり、先輩から想いを寄せられている。

### ラトロンティア
重盛
演 - 奥野瑛太
三笠に本州企業を誘致する外資系コンサル・ラトロンティアの社長。市長や野田と親しい。
下部〈26〉
演 - 柾木玲弥
重盛の部下。健太や先輩の学生時代からの知人。
大下
演 - 皇希
重盛の部下。下部と行動を共にしている。

### 三笠市役所
市長
演 - 西岡德馬
三笠市の現市長。地元の伝統と未来のバランスを心がけている。
浜西 実
演 - 阿部進之介
企画課職員。冷静な理論派で、野田とは対立気味。
野田 真琴
演 - 久保田磨希
盆踊り実行委員。市政やイベントを取り仕切る。

### スナック デンエン
ママ
演 - 東てる美
スナック「デンエン」のママ。周囲の雰囲気を和らげる存在。
堀川
演 - 竹中直人
「デンエン」の常連客で、林業者。市長とは旧知の仲。

### その他
森 広紀
演 - 黒田大輔
事故死したジャーナリストの幽霊。市長の不正を暴こうとする。
健太の母
演 - しゅはまはるみ
健太の母。健太のことを三笠の誇りに想っている。
ワンダフルヴェジタブルズ
演 - 三原大樹、吉田日向、aoi、Mr.D
東京で健太が所属していた地下アイドルグループ。

## スタッフ
- 監督 - 榊原有佑、門馬直人、針生悠伺[2]
- 脚本 - 我人祥太、林青維[2]
- 原案 - 田邊馨[2]
- エグゼクティブプロデューサー - 藤枝孝文（HBC）、伊藤主税（and pictures）[10]
- プロデューサー - 山田文裕（HBC）、川原伸一（and pictures）、佐藤圭一朗（Lat-Lon）[10]
- アシスタントプロデューサー - 河端将大（HBC）、宮本雄生（HBC）[10]
- 音楽 - 菊地智敦（ライトトラックス）[2]
- 主題歌 - GLAY「Beautiful like you」[2]
- 制作協力 - 株式会社and pictures[2]
- 製作著作 - 北海道放送[10]

## 製作
HBCでは1958年以降、約200本のテレビドラマが製作されていたが、近年ではその伝統も途絶えていた。開局60周年にあたる2012年には『スープカレー』が放映されたが、70周年記念にあたる2022年はドラマが制作されず、過去にHBCのドラマを手掛けた脚本家の倉本聰と、かつてHBCドラマのファンだったという映画監督の是枝裕和との対談番組が製作された。本作の特別協賛社である日昭株式会社の社長である渡辺征昭がこの特番を見ており、「もう一度伝統あるHBCドラマを一緒に制作しましょう」とHBCに働きかけたことで、制作に至った。
2022年に社内外への企画募集が行われ、翌2023年夏にプロットが決定。HBCから三笠市へオファーの後に、2024年夏に撮影が行われた。

### 製作陣
HBCではかつて多くのドラマを製作していたことから、自社内にドラマ専門の部署もあったが、制作する全国ネットドラマ枠の消滅に伴い、その伝統も途絶えていた。ドラマ製作に携わっていた社員もすでに卒業か部署異動となっていたため、まずはタッグを組むプロダクションを探すところから始められた。
製作協力のand pictures社（映画企画・製作会社）は、過去に日本全国の地方自治体と共に多くの映画を製作しており、舞台である自治体と実行委員会を組成して、官民一体となって作品を製作していたことから、その手法は本作にも導入された。
監督や脚本家には、自分の作品としての自負があるために、視聴者の涙を安易に誘うような作品や、観光ビデオにも似たありふれた作品を避ける傾向がある。一方で、クライアントや市役所側からは、北海道らしい風景や感動的な作品を期待する声があった。物語が飛躍しすぎては町のイメージに影響があり、無難すぎても町の魅力が伝わらないことで、ときには脚本の方向性を巡って、互いの意見が衝突することもあった。HBCのコンテンツ制作センター長兼局長である藤枝孝文はこのドラマのエグゼクティブプロデューサーを務めており、こうした意見の衝突に対して、要所要所で調整弁としての役目に苦心したという。   

### 舞台
三笠市が舞台であることは、ドラマの原案を担当した田邊馨（広告製作会社・Studio COPAINの代表）が、祖父がかつての三笠市の炭鉱労働者であり、田邊も幼少時の盆時期に三笠で過ごすのが恒例だったことが由来である。主題である北海盆踊りは、明治時代、三笠の炭鉱町で唄われていた民謡「べっちょ節」が原型となっていることで、田邊が北海盆踊りをもとにした企画を提案したところ、日昭の社長も「盆踊りのドラマは面白い」と賛同したことで、北海盆踊りをもとにしたドラマの製作が決定した。
当初の企画案は、過疎化の進む町を若者が立て直していくような、シリアスで暗い雰囲気のものであったが、三笠市民との交流を通じて、市民たちが非常に元気で明るい雰囲気と捉えられたことから、三笠市民に焦点をあてたヒューマンコメディへと変化していった。そうした三笠の人々が、北海盆踊りや郷土料理の数々を先祖から受け継ぎ、大切に守っているとも考えられたことから、これを視聴者や全国に伝えるべく、そうした三笠市民たちの思いも作品に込められた。タイトルも当初は『夜踊れば』など、盆踊り自体を示すものであったが、三笠市民の元気な様子を通じて、三笠の人々そのものの魅力に焦点を当てるべく、現在のタイトルとなった。
さらに三笠の人々は非常に明るく、キャラクターも強烈で、個性的な人々ばかりと考えられたことで、ドラマの登場物もすべて、三笠市民と製作陣との交流から生まれた。作中で「キング」と呼ばれる市長も、「あと数人」と呼ぶ周囲の人々も、ドラマ化に際してディフォルメこそされているものの、藤枝孝文は「ほぼ実在の人物」と語っている。

### 三笠市の協力
製作にあたっては、三笠市は市民による「ミカサ・ドラマ・プロジェクト委員会」を発足させ、官民一体となって作品作りに参加した。俳優やスタッフの三度の食事から、宿泊、エキストラの手配まで、市を挙げて多岐にわたってサポートが行われた。作中の主人公たちの母校である三笠高校（北海道三笠高等学校）は実在の学校で、料理と製菓に特化した高校であり、現場のケータリングの運営リーダーも、三笠高校の卒業生たちが担った。完成披露試写会でも、主演の高杉真宙が「今回のドラマ制作において、市民のみなさんは制作側だと思っています」と語った。
ドラマ製作を陰から支えた三笠市民たちの活躍は、ドラマの見どころや三笠市の魅力と共に、ドラマ放送に先駆けた特別番組『三笠のキングと、あと数人～舞台裏と、HBCドラマの軌跡と～』（2025年4月19日）、『三笠のキングと、移住者たちと、あと数人』（同月19日）として放映された。

### 撮影
撮影においては、北海道のロケーションは難易度が高いことから、スタジオにセットを組んで収録を行う放送局が多い一方で、過去のHBCドラマでは敢えて難易度の高いロケに拘っていたことから、本作もまたHBCの伝統として、オリジナル脚本・オールロケに拘って製作が進められた。
かつてTBS系列のドラマ放送枠「東芝日曜劇場」などの演出を手掛けたOBが、その著作で「北海道は、内地（本州）とは明らかに違う成り立ちを持ち、北海道の風景を空気感ごと奥行きを持って描き、そこに生きる人間たちのリアルな姿をドラマにかたちづくることが、HBCドラマにとっての演出という仕事」と述べていたことから、藤枝孝文もHBCでドラマを復活させるにあたって、ここだけはどうしても外せないポイントだったという。

### 主題歌
GLAYによる主題歌「Beautiful like you」は、過去にライブでは披露されたことがあるものの、音源としては未発表であり、ファンの間では「隠れた名曲」として語り継がれていた曲である。
リーダーのTAKUROによれば、同曲は正式なリリースをせずに温存していたところ、ドラマの台本を読んで、歌の世界観とドラマのあらすじに合致すると思い、HBCがGLAYの故郷である北海道を代表するメディアと考えられたこともあって、HBCからのオファーに応えたという。

## 放送日程
| 各話  | 放送日  | サブタイトル             | 監督     |
| ----- | ------- | ------------------------ | -------- |
| 第1話 | 4月25日 | 家臣の帰還と、3つの試練  | 榊原有佑 |
| 第2話 | 5月02日 | 歌う王と、踊る家臣       | 針生悠伺 |
| 第3話 | 5月09日 | 王国の亡霊と、秘密の口唇 | 門馬直人 |
| 第4話 | 5月16日 | 亡霊の記憶と、家臣の謀反 | 針生悠伺 |
| 第5話 | 5月23日 | 絶望の王と、囚われの家臣 | 門馬直人 |
| 第6話 | 5月30日 | 炎の王国と、希望の民     | 門馬直人 |